# Saint-Rémy, Dordogne
Saint-Rémy är en kommun i departementet Dordogne i regionen Nouvelle-Aquitaine i sydvästra Frankrike. Kommunen ligger i kantonen Villefranche-de-Lonchat som tillhör arrondissementet Bergerac. År 2022 hade Saint-Rémy 502 invånare.

## Befolkningsutveckling
Antalet invånare i kommunen Saint-Rémy
Referens:INSEE